# Антон фон Щауфен
Антон фон Щауфен (на немски: Anton Freiherr von Staufen; † 1566) е фрайхер на Щауфен при Гьопинген в Баден-Вюртемберг.

## Произход
Той е син на фрайхер Лео фон Щауфен († пр. 17 юли 1522) и съпругата му Елизабет фон Фраунберг цум Хааг, дъщеря на граф Зигмунд фон Фраунберг цум Хааг (1437 – 1521) и Маргарета фон Айхперг († 1506). Внук е на Рупрехт (Трудперт) фон Щауфен († 1488/1489) и Анна фон Фюрстенберг († 1487), внучка на граф Хайнрих V фон Фюрстенберг († 1441), дъщеря на граф Ханс/Йохан II фон Фюрстенберг († 30 март 1443, убит в турнир във Фюрстенберг с Вернер цу Цимерн) и Анна фон Кирхберг († сл. 1487). Правнук е на фрайхер Бертолд фон Щауфен († 1448/1451) и Гизела Малтерер († 1442/1450). Потомък е на Готфрид фон Щауфен († сл. 1152).
Брат е на фрайхер Ханс Лудвиг фон Щауфен († сл. 1541). Сестра му фрайин Ерентраут фон Щауфен († 1531) се омъжва 1495 г./ пр. 22 май 1520 г. за граф Кристоф фон Неленбург-Тенген († 1539).

## Фамилия
Антон фон Щауфен се жени на 23 февруари 1547 г. във Валденбург за графиня Anna Ванделабра фон Хоенлое-Валденбург (* 1532; † сл. 1568/1570), дъщеря на граф Георг I фон Хоенлое-Валденбург (1488 – 1551) и Хелена фон Валдбург (1514 – 1567). Те имат две дъщери:
- Барбара фон Щауфен († 1604 или 1605), омъжена на 7 юни 1583 г. в Тинген за граф Рудолф IV фон Зулц, ландграф на Клетгау, господар на Блуменег (* 13 февруари 1559; † 5 май 1620)
- Анна Мария фон Щауфен († 2 септември 1600), омъжена на 10 юни 1582 г. за граф Рудолф II фон Хелфенщайн-Визенщайг (* 24 март 1560; † 18 февруари 1601)